# Objet métier
 (février 2017).
- Si vous ne connaissez pas le sujet, laissez ce bandeau (vous pouvez alors contacter les auteurs).
- Si vous supprimez le contenu mis en cause (vous pouvez préalablement contacter les auteurs),

argumentez précisément cette suppression dans la page de discussion
(un manque de référence n'est pas un argument ; une recherche réelle de référence doit avoir été effectuée, être formellement documentée).
Un objet métier est un concept ou une abstraction ayant un sens pour des acteurs (partie prenante interne) d’une organisation (par exemple une entreprise). L’objet métier permet de décrire les entités manipulées par les acteurs dans le cadre de la description du métier.

## Exemple
Exemple : « Mon métier consiste à gérer les comptes bancaires de mes clients » ; les objets métier sont le compte bancaire, le client.

## Description
L'objet métier peut être :
- matériel (exemple : tout produit reçu ou expédié, une table, un wagon, etc.) ;
- immatériel (exemple : un service, un compte bancaire, etc.) ;
- virtuel (exemple : une réunion, un service d’organisation, etc.).

Un objet métier se caractérise par un état représenté par une identité, un but (ou comportement), des attributs et  des relations qu’il entretient avec les autres objets :
1. L’identité ou identifiant. Cette identité le distingue des autres objets métiers qui peuvent être égaux sans toutefois être identiques. L’identité de l’objet métier est indépendante de son état ;
2. Le but ou le comportement de l’objet métier décrit les actions et les réactions lorsqu’il est soumis à une opération. Il désigne la manière dont ses relations et ses attributs changent lors des interactions avec les autres objets métier au sein, par exemple, de Processus. Par exemple, l’attribut Vitesse de l’objet Voiture augmente lorsque l’on accélère ;
3. Les attributs sont des propriétés fixes ou variables portées par l’objet. Ces propriétés peuvent être représentées par des valeurs dont la définition est intentionnelle ou extensionnelle en lien avec une table de valeurs possibles ou une table de nomenclature. Par exemple, l’objet Voiture possède l’attribut Couleur qui définit la couleur de la carrosserie ;
4. Les relations avec les autres objets métiers portent une information complémentaire à l’objet métier. Par exemple, l’objet Voiture est caractérisé par une relation d’agrégation avec les objets Roues et Moteur.

Dans une démarche de modélisation de l’organisation ou de l’entreprise, l’ensemble des objets métiers du contexte étudié doivent être identifiés et formalisés.
Le dictionnaire des objets métier de l'entreprise centralise toute cette terminologie métier.
Le modèle des objets métier est constitué d'un ou plusieurs diagrammes de type diagramme de classes UML montrant ces objets métiers et leurs relations. Ce modèle est de très haut niveau par rapport au système d'information.
La modélisation des états des objets métier peut être formalisée sur un diagramme d'état UML.
Le modèle métier qui représente les objets métier, sous forme de diagramme de classes et/ou de diagramme d’état UML, est une représentation propre à la maîtrise d’ouvrage opérationnelle sous le contrôle des métiers. 
Cette représentation n’est pas à confondre avec celle produite par la maîtrise d’œuvre qui peut également utiliser des modèles UML dans la phase de conception d’un produit.

## Objet métier et urbanisation du SI
Certains points de vue de l'urbanisation du système d'information distinguent quatre vues dans le méta-modèle d’urbanisme :
- la vue métier ;
- la vue fonctionnelle ;
- la vue applicative ;
- la vue technique.

L'objet métier intervient dans la vue métier lorsqu'il est articulé avec les processus, les règles métier et les acteurs.
L'objet métier informationnel (ou « information ») intervient dans la vue fonctionnelle.
La donnée conceptuelle (le modèle conceptuel de données, MCD au sens de Merise) intervient dans la vue applicative.
La donnée technique (le modèle physique des données, MPD, au sens de Merise) intervient dans la vue technique.